# Município de Lenox (condado de Ashtabula, Ohio)
O município de Lenox (em inglês: Lenox Township) é um município localizado no condado de Ashtabula no estado estadounidense de Ohio. No ano de 2010 tinha uma população de 1.450 habitantes e uma densidade populacional de 22,99 pessoas por km².

## Geografia
O município de Lenox encontra-se localizado nas coordenadas 41° 40′ 56″ N, 80° 46′ 34″ O. Segundo a Departamento do Censo dos Estados Unidos, o município tem uma superfície total de 63.08 km², da qual 62,95 km² correspondem a terra firme e (0,21 %) 0,13 km² é água.

## Demografia
Segundo o censo de 2010, tinha 1.450 habitantes residindo no município de Lenox. A densidade populacional era de 22,99 hab./km². Dos 1.450 habitantes, o município de Lenox estava composto pelo 97,17 % brancos, o 1,79 % eram afroamericanos, o 0,41 % eram amerindios, o 0,07 % eram asiáticos, o 0,14 % eram de outras raças e o 0,41 % eram de uma mistura de raças. Do total da população o 1,1 % eram hispanos ou latinos de qualquer raça.